# Georges Frédéric Roskopf

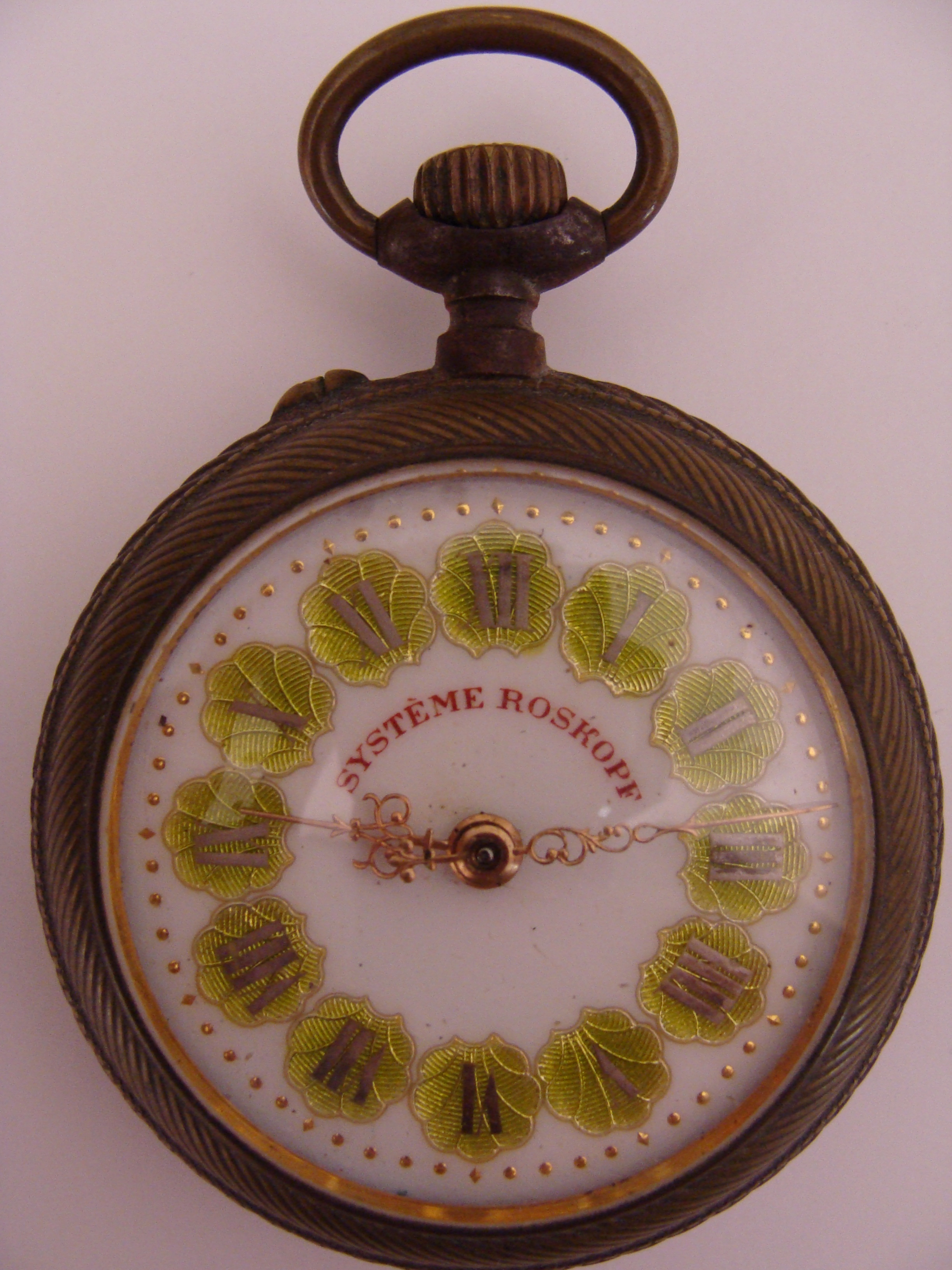
Roskopf-Uhr

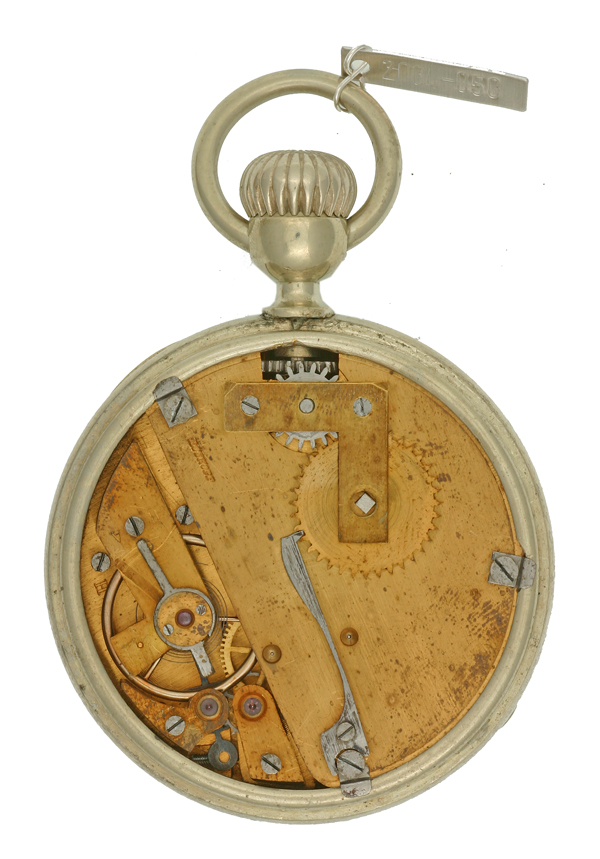
Werk eines Roskopf-Uhrenmodells von 1867

Georges Frédéric Roskopf (* 15. Mai 1813 in Niederweiler als Georg Friedrich Roskopf; † 14. April 1889 in Bern) war ein deutsch-schweizerischer Uhrmacher. Roskopf gilt als Erfinder der Roskopf-Uhr mit Stiftankerhemmung.

## Biographie
Im Jahre 1829 kam Roskopf nach La Chaux-de-Fonds, um Französisch zu lernen, und begann eine Kaufmannslehre bei F. Mairet & Sandoz, einem Händler für Uhrenteile. Anschließend absolvierte er von 1833 bis 1835 eine Lehre zum Uhrmacher bei J. Biber. 1835 heiratete er Françoise Robert Theurer, vermögende Witwe des Théophile Lorimier. 1835 gründete Roskopf eine Établisseur-Werkstatt, die er 1850 verkaufen musste. Ein Établisseur war Mittelsmann zwischen Heimarbeitern und Manufakturen. Von 1851 an arbeitete er gemeinsam mit den Gebrüdern Gutmann. Im Jahr 1855 gründete Roskopf mit seinem Sohn Fritz Edouard sowie Henri-Edouard Gindraux die Firma Roskopf, Gindraux & Co. Im Jahr 1857 verließen die Miteigentümer die Firma. Fritz Edouard Roskopf gründete seine eigene Werkstatt, und Gindraux wurde Direktor der Uhrmacherschule in Neuenburg.
Ab 1860 wurde eine erste eigene Variante der Stiftankerhemmung verwendet, um die Herstellungskosten zu senken. Roskopf konnte dadurch eine Taschenuhr anbieten, die lediglich 20 Franken kostete, was dem wöchentlichen Lohn eines Arbeiters entsprach. Ab 1867 wurde die preisgünstige Taschenuhr ‚Prolétaire‘ mit nur 57 Einzelteilen verkauft, für die Roskopf auf der Pariser Weltausstellung 1867 eine Bronzemedaille erhielt. Für dieses Uhrenmodell erhielt er das belgische Patent Nr. 21988 vom 3. August 1867 für die äußere Gestaltung, das US-Patent Nr. 75.463 vom 10. März 1868 für die Stiftankerhemmung und das französische Patent Nr. 80611 vom 25. März 1868 für eine Uhr mit einer Stiftankerhemmung in einer eigenen modularen Werkplatte. In der Schweiz fehlte es für ein Patent an Neuheit, da die Erfindung der Stiftankerhemmung durch Louis Perron dort bereits bekannt war.
Louis Breguet schrieb 1868 einen lobenden Brief über Roskopf an die Société pour l’Encouragement de l’Industrie nationale en France. Im Jahr 1869 erhielt er eine silberne Medaille auf der Weltausstellung in Amsterdam. Das Nachfolgemodell folgte 1870 mit einer Befestigung des Gehäusebodens mit einem Scharnier und wurde für 25 Franken verkauft. Diese Uhr besaß ein vergrößertes Federhaus und eine Spiralfeder nach einem Patent von Adrien Philippe, für die Lizenzgebühren gezahlt wurden.
Die Roskopf-Uhren wurden unter Lizenz auch von anderen Herstellern gebaut. Daneben wurden Roskopf-Uhren von verschiedenen Uhrmachern kopiert, und die gefälschten Uhren wurden unter Markennamen wie z. B. A. Rosskopf & Co, Louis Roskopf & Cie, Roskopf K. & Cie, Oter Roskopf, Sistema Roskopf, J. Roskopf oder W. Roskopf verkauft.
In La Chaux-de-Fonds wurde die industrielle Serienfertigung jedoch als Bedrohung für die manuelle Fertigung empfunden, was sich in öffentlichen Anfeindungen Roskopfs niederschlug. Nach dem Tod seiner Frau 1872 heiratete er 1873 erneut, zog nach Bern und verkaufte die Firma mitsamt den Patenten an die Firma Wille Frères & Cie. Deren Eigentümer waren die Brüder Charles und Eugène Wille sowie Charles Léon Schmid. Charles Wille war mit der Enkelin von Roskopfs erster Ehefrau verheiratet. Im Jahr 1874 nahm Roskopf in Cernier die schweizerische Staatsbürgerschaft an.
Nach dem Tod Roskopfs entstanden mehrere Marken von Firmen, die behaupteten, legitime Nachfolger zu sein. Unter anderem verkauften Fritz Edouard Roskopf und sein Sohn Louis-Frédéric Roskopf-Uhren unter den Marken F. E. Roskopf, Louis Roskopf S.A., Petit Fils Roskopf oder Roskopf Nieto. Nach Ablaufen der Patente wurden Uhren vom Roskopf-Typ auch durch die Reconvillier Watch Co., Oris, Dubois Frères und Vittori hergestellt.